# (7415) Susumuimoto
(7415) Susumuimoto est un astéroïde de la ceinture principale.

## Description
(7415) Susumuimoto est un astéroïde de la ceinture principale. Il fut découvert le 14 novembre 1990 à Geisei par Tsutomu Seki. Il présente une orbite caractérisée par un demi-grand axe de 3,19 UA, une excentricité de 0,16 et une inclinaison de 2,6° par rapport à l'écliptique.

## Compléments